# Yūsuke Maruhashi
Yūsuke Maruhashi (jap. 丸橋 祐介 Maruhashi Yūsuke; ur. 2 września 1990) – japoński piłkarz występujący na pozycji obrońcy, zawodnik Cerezo Osaka.

## Życiorys

### Kariera klubowa
Od 2009 roku jest zawodnikiem w japońskim klubie Cerezo Osaka, umowa do 31 stycznia 2020.

## Sukcesy

### Klubowe
Cerezo Osaka
- Zdobywca Pucharu Japonii: 2017
- Zdobywca Pucharu Ligi Japońskiej: 2017
- Zdobywca Superpucharu Japonii: 2018
- Zdobywca drugiego miejsca Copa Suruga Bank: 2018